# Южный помо
Южный помо (Gallinoméro, Southern Pomo) - мёртвый индейский язык, который принадлежит помоанской языковой семье, на котором раньше говорил народ помо, проживающий в городах Гейзервилл и Кловердейл штата Калифорния в США. Возраст носителей 60 лет и старше. В настоящее время народ говорит на английском языке.